# الجرداع
ال-جرداع یک منطقهٔ مسکونی در یمن است که در استان صنعا واقع شده‌است.